# Клевицький Євсей Мендельович
Євсе́й Ме́ндельович (Семе́н Миха́йлович) Клеви́цький (1905–1989) — український архітектор.

## Життя і кар'єра
Євсей Клевицький народився в єврейській сім'ї. У 1930 році закінчив Харківський художній інститут, де здобув фах архітектора-художника. В різні роки працював в інститутах «Діпромісто», «Лендіпроміст», «Містобудпроект», «Облпроект», «ПромбудНДІпроект», «Харківпроект». У 1937 році разом з архітекторами Володимиром Новиковим і Олександром Касьяновим брав участь у розробці нового генерального плану забудови Кам'янця-Подільського. У 1940 році цей генеральний план був проаналізований на сторінках журналу «Архітектура Радянської України» архітектором Іваном Довгалюком. Був членом Спілки архітекторів України з 1945 року.

## Вибрані проекти
- ТЕО генерального плану Харкова (1964)
- Генеральний план Харкова (1966)
- Генеральний план Єнакієвого і Слов'янська (1953—1957)

## Нагороди
Євсей Клевицький був нагороджений медаллю «За доблесну працю у Великій Вітчизняній війні 1941—1945 рр.».